# شيلا بيرنت
شيلا بيرنت (بالإنجليزية: Shelia Burnett)‏ هي راكبة الكنو بريطانية، ولدت في 4 يوليو 1949.

## وصلات خارجية
- شيلا بيرنت على موقع أوليمبيديا (الإنجليزية)